# Цэвээниигийн Жугдэр
Цэвээнийн Жугдэр — монгольский шахматист.
Один из сильнейших шахматистов Монголии 1950-х гг.
В составе сборной Монголии принимал участие в шахматной олимпиаде 1956 г. В этом соревновании играл на 1-й доске. Сыграл 16 партий, из которых 4 выиграл (у О. Бенкнера, Ф. Ванца, Р. Сапре и В. Махера), 3 завершил вничью (с А. Мюффаном, Ю. Сафватом и А. Колоном) и 9 проиграл (дважды У. Фэйрхерсту, а также Б. Ларсену, А. Матановичу, М. Черняку, Л. Принсу, А. Дюкштейну, Г. Бадильесу и Т. Сиаперасу).
Также в составе национальной сборной участвовал в командном чемпионате мира среди студентов 1957 г.